# Nicola Leali
Nicola Leali (* 17. Februar 1993 in Castiglione delle Stiviere) ist ein italienischer Fußballtorwart. Er steht beim CFC Genua unter Vertrag.

## Karriere
Seine Karriere begann Leali bei Brescia Calcio. Nachdem er für die Primavera-Jugendmannschaft der Lombarden aktiv gewesen war, debütierte er am 15. Mai 2011 bei der 0:1-Niederlage bei der AC Cesena unter Trainer Giuseppe Iachini in Italiens höchster Spielklasse, der Serie A. Nach dem Abstieg Brescias in die Serie B und dem damit verbundenen Abschied des Stammtorhüters Matteo Sereni bestritt Leali in der Hinrunde der Saison 2011/12 unter Giuseppe Scienza 14 Partien. Nachdem Alessandro Calori Scienza als Trainer abgelöst hatte, machte ihm Michele Arcari die Position des Stammtorwarts streitig.
Im Juni 2012 verpflichtete der italienische Rekordmeister Juventus Turin den jungen Torwart. Die Serie B 2012/13 bestritt Leali leihweise beim Zweitligisten SS Virtus Lanciano als Stammtorwart. 2013 wurde er an Spezia Calcio und 2014 an die AC Cesena verliehen.
Von 2009 bis 2013 durchlief Leali, beginnend mit der U16, die Jugendnationalmannschaften des italienischen Verbandes. Im Juni 2013 wurde er mit der von Devis Mangia trainierten U21-Nationalmannschaft Italiens bei der Europameisterschaft in Israel Vize-Europameister, nachdem man das Finale gegen Spanien mit 2:4 verloren hatte.

## Erfolge
- U-21-Vize-Europameister: 2013
- Griechischer Meister: 2016/17